# Názvosloví organických sloučenin

isobutan je jedním z izomerů butanu

Veškeré názvosloví organických látek vychází z názvosloví alkanů. Základ názvu je vždy tvořen jménem hlavního řetězce (uhlovodíkového skeletu). O přítomnosti postranních řetězců nebo funkčních skupin vypovídají předpony, popřípadě přípona. Přitom platí, že skupina z názvoslovného hlediska nejvýznamnější je v příponě (existuje-li pro ni vůbec nějaká). Ostatní skupiny jsou v předponě, řadí se dle abecedního pořadí. Každému označení dané skupiny předchází její lokant, tj. číslo uhlíku základního skeletu, na který se daná skupina váže. Uhlík nesoucí jakoukoliv skupinu z názvoslovného hlediska významnější, než je dvojná vazba, má vždy číslo 1. Významnost jednotlivých skupin (či výstavbových prvků) udává následující tabulka.

| skupina           | předpona                             | koncovka                         |
| ----------------- | ------------------------------------ | -------------------------------- |
| nepárový elektron | -                                    | -yl                              |
| kladný náboj      | -                                    | -ylium/-ium                      |
| záporný náboj     | -                                    | -id                              |
| -COOH             | karboxy-                             | -ová/-karboxylová kyselina       |
| -SO3H             | sulfo-                               | -sulfonová kyselina              |
| -COOR             | alkyloxykarbonyl-                    | alkyl...-oát/alkyl...-karboxylát |
| -COX              | halogenkarbonyl-/halogenformyl-      | -oylhalogenid/-karbonylhalogenid |
| -CONH2            | karbamoyl-                           | -oylamid/-karboxamid             |
| -CN               | kyan- :s.125 :s.106 kyano- [zdroj⁠?!] | -nitril/-karbonitril             |
| -CHO              | oxo-/formyl-                         | -al/-karbaldehyd                 |
| >C=O              | oxo-                                 | -on                              |
| -OH               | hydroxy-                             | -ol                              |
| -SH               | sulfanyl-                            | -thiol                           |
| -NH2              | amino-                               | -amin                            |
| dvojná vazba      | -                                    | -en                              |
| trojná vazba      | -                                    | -yn                              |
| -OR               | alkyloxy-                            | -                                |
| -SR               | alkylsulfanyl-                       | -                                |
| -NO2              | nitro-                               | -                                |
| -X                | halogen-                             | -                                |

Za alkyl- se při tvorbě názvu dosazuje konkrétní uhlovodíkový zbytek (např. methyl-), za halogen- pak halogenový atom (chlor-). Pokud je v tabulce uvedeno více předpon či přípon pro jednu funkční skupinu, pak druhá z nich platí pro případ, kdy uhlík této funkční skupiny nelze zahrnout do hlavního řetězce. Např. kyselina benzoová je systematickým názvem kyselina benzenkarboxylová (koncovka -karboxylová), zatímco kyselina octová je systematicky kyselina ethanová (koncovka -ová).